# Boulleret
Boulleret település Franciaországban, Cher megyében. Lakosainak száma 1389 fő (2022. január 1.). Boulleret Bannay, Léré, Sainte-Gemme-en-Sancerrois, Savigny-en-Sancerre, La Celle-sur-Loire, Cosne-Cours-sur-Loire és Myennes községekkel határos.

## Népesség
A település népessége az elmúlt években az alábbi módon változott:
| Lakosok száma | 1342 | 1417 | 1433 | 1390 | 1360 | 1382 | 1436 | 1396 | 1375 | 1389 |
|               | 1968 | 1982 | 1990 | 2006 | 2013 | 2015 | 2017 | 2019 | 2020 | 2022 |